# Ernst von Weizsäcker
Baron Ernst von Weizsäcker (ur. 25 maja 1882, zm. 4 sierpnia 1951) – niemiecki oficer i dyplomata. Uznany za zbrodniarza wojennego. Weizsäcker był ojcem polityka Richarda von Weizsäckera, prezydenta RFN w latach 1984-1994 oraz Carla Friedricha von Weizsäckera, znanego fizyka i filozofa.

## Młodość i kariera w marynarce
Weizsäcker urodził się w Stuttgarcie w rodzinie Pauli von Meibom oraz Karla Hugona von Weizsäckera, który później został premierem Królestwa Wirtembergii, a w roku 1897 otrzymał tytuł szlachecki. W roku 1911 Ernst Weizsäcker poślubił Marianne von Graevenitz, należącą do starego rodu szlacheckiego. W 1916 roku uzyskał tytuł barona (Freiherr), a jego rodzina otrzymała szlachectwo dziedziczne. Miało to miejsce na 2 lata przed upadkiem niemieckiej monarchii. W roku 1900 Weizsäcker wstąpił do Niemieckiej Cesarskiej Marynarki (Kaiserliche Marine), gdzie, służąc głównie w Berlinie, zdobył stopień oficerski. Uczestniczył m.in. w bitwie jutlandzkiej. Był członkiem sztabu wiceadmirała Reinharda Scheera. W roku 1917, w końcowym okresie I wojny światowej, otrzymał Żelazny Krzyż (w obu klasach) i został awansowany do stopnia komandora podporucznika (Korvettenkapitän).

## Kariera w dyplomacji
Posiadając jedynie wojskowe referencje, bez żadnego specjalistycznego wykształcenia ani przejścia przez wymagane egzaminy dyplomatyczne, Weizsäcker dostał się w roku 1920 na staż w niemieckim Ministerstwie Spraw Zagranicznych. Lata 30. Weizsäcker spędził w placówkach dyplomatycznych w Oslo i Bernie. Doradzono mu, by dla rozwijania kariery w dyplomacji wstąpił do partii NSDAP, co uczynił w roku 1938. Wkrótce zapisał się także w szeregi SS, w której jego przyjaciel, Heinrich Himmler, obdarował go wysokim stanowiskiem. W dniu wstąpienia do SS został mianowany Sekretarzem Stanu w Ministerstwie Spraw Zagranicznych Joachima von Ribbentropa. 30 stycznia 1942 r. został awansowany do stopnia generała brygady SS (SS-Brigadenführer).

## Ambasador niemiecki w Watykanie
Po niemieckiej porażce w bitwie pod Stalingradem w roku 1943 i przerwaniu zwycięskiej passy wojennej Niemiec, Weizsäcker został na swoją własną prośbę mianowany niemieckim ambasadorem w Watykanie, gdzie pełnił tę funkcję w latach 1943-1945. W czasie spotkania z watykańskim sekretarzem stanu, kardynałem Luigim Maglione, które miało miejsce 6 stycznia 1944 r., Weizsäcker stwierdził:
„Jeżeli Niemcy jako falochron przeciw komunizmowi upadnie, całą Europę ogarnie komunizm.”
Kardynał odpowiedział:
„Nieszczęściem jest, że to Niemcy przez swoją antyreligijną politykę stworzyły ten problem.”
Weizsäcker powtórzył to samo stanowisko w rozmowie z monsignore Giovannim Batistą Montinim (późniejszym papieżem Pawłem VI). Z jednej strony zdecydowanie odrzucił papieską notę, protestującą przeciw sposobowi traktowania okupowanej Polski. Z drugiej strony, podczas brutalnej niemieckiej okupacji Rzymu, Weizsäcker przyczynił się w pewnym stopniu do ograniczenia deportacji Żydów oraz innych aktów przemocy. Pomagał też osobom prywatnym uniknąć prześladowań. Doprowadził również do przeniesienia niemieckich baz wojskowych poza obręb Watykanu, by uniknąć bombardowania wiecznego miasta przez aliantów. Współpracownik Weizsäckera wyraził się o nim później w następujący sposób: „Jego raporty i dokumenty przekazywane do Berlina były pełne kłamstw”. Aby wesprzeć papieża i uniknąć antyniemieckich nastrojów we Włoszech, Weizsäcker w swoich raportach do Berlina celowo przedstawiał papieża Piusa XII jako łagodnego, niezdecydowanego dyplomatę i poczciwego kapłana. Podobnie jak dowodzący armią Waffen SS generał Karl Wolff, Weizsäcker otwarcie sprzeciwiał się hitlerowskiemu planowi okupacji Watykanu. Weizsäcker obawiał się, że wówczas papież mógłby zostać zastrzelony. Dokumenty z Sekretariatu Stanu zawierają treść rozmowy Weizsäckera z wielebnym Ottonem Fallerem na temat programu ewakuacji Watykanu, w czasie której Weizsäcker skrytykował papieską gazetę Osservatore Romano za protesty przeciw penetracji przez nazistów Kościoła i Konwentu św. Pawła. Oskarżył też katolickie instytucje o gromadzenie wędlin oraz innych produktów spożywczych kosztem ludu. Niemiecki ambasador zakwestionował prawo Watykanu do udzielania azylu tysiącom ludzi w Rzymie. Weizsäcker zagroził wojskowym odwetem oraz całkowitą wojskową inwigilacją nie tylko wobec samego Watykanu, ale także wobec wielu zewnętrznych kościołów, katolickich instytucji oraz innych organizacji, ukrywających Żydów, socjalistów, zagranicznych i rodzimych antyfaszystowskich uchodźców. Do samego końca pełnienia urzędu, tzn. do 25 lutego 1945 r., Weizsäcker groził separatystycznym pokojem rosyjsko-niemieckim, bądź dla odmiany – prosząc monsignore Domenico Tardiniego o bezpośrednią papieską inicjatywę w celu zakończenia wojny na froncie zachodnim, tak by Niemcy mogły zwalczyć komunizm na wschodzie. Tardini uznał to za oczywiste działanie na rzecz rozwiązania militarnego.
Podobnie jak wielu polityków nazistowskich, Weizsäcker nie potrafił się pogodzić z nadciągającą nieuchronną porażką. Nie powiodła się także jego osobista próba podniesienia tematu utworzenia niemieckiego rządu przejściowego i jego własnego w nim uczestnictwa.

## Oskarżenie o zbrodnie wojenne
Po wyzwoleniu Rzymu spod niemieckiej okupacji, w czerwcu 1944 roku, Weizsäcker posługując się immunitetem dyplomatycznym schronił się w Campo Santo. Z tego powodu nie mógł znaleźć się w pierwszej grupie przywódców nazistowskich sądzonych przed Międzynarodowym Trybunałem w Norymberdze do Spraw Zbrodni Wojennych. Było to istotne, ponieważ po wojnie mógł się on obawiać oskarżenia w Norymberdze i być może zeznawania razem ze swoim protektorem Joachimem von Ribbentropem oraz Hermannem Göringiem.
Weizsäcker został aresztowany w lipcu 1947 roku w związku z Procesami Ministerstw, znanymi także jako proces z Wilhelmstrasse (z powodu lokalizacji niemieckiego Ministerstwa Spraw Zagranicznych). Procesy prowadzone przez Amerykański Trybunał Wojskowy rozpoczęły się przed blokadą Berlina zachodniego przez Związek Radziecki i zakończyły się w trakcie jej trwania. Odbyły się bez udziału ZSRR. W porównaniu z pierwszym norymberskim procesem, prowadzonym przez Międzynarodowy Trybunał Wojskowy, procesy ministerstw miały łagodniejszy przebieg i zakończyły się znacznie lżejszymi wyrokami. Weizsäcker został oskarżony o aktywny współudział w deportacji francuskich Żydów do obozu koncentracyjnego w Auschwitz, co zakwalifikowano jako zbrodnię przeciwko ludzkości. Weizsäcker, wraz ze swoim synem Richardem, który występował jako jego pomocniczy adwokat (Richard był studentem prawa w czasie, gdy odbywał się proces), stwierdził, że nie miał pojęcia, w jakim celu został utworzony obóz w Auschwitz oraz że wierzył, iż warunki bytowe żydowskich więźniów poprawią się, jeżeli zostaną deportowani na wschód.
Sąd, nie posiadając wszystkich znanych dziś dowodów, obciążających Ernsta von Weizsäckera, nie był przekonany co do jego winy, szczególnie, gdy zaprezentowano akta z konferencji w Wannsee, według których masowe egzekucje Żydów miały trwać już od roku 1941. Weizsäckera skazano na siedem lat pozbawienia wolności, później karę złagodzono do pięciu lat.
Na mocy generalnej amnestii Weizsäcker został zwolniony z więzienia w roku 1950. Opublikował wówczas swoje wspomnienia, w których przedstawił siebie jako zwolennika ruchu oporu. Niektórzy jego obrońcy uważają, że w zasadzie Weizsäcker w czasie służby w niemieckim rządzie, pracował przeciw celom polityki nazistowskiej, i że wyrok, jaki otrzymał, był niesprawiedliwy. Winston Churchill rzekomo określił jego wyrok jako „śmiertelny błąd”.
Ernst von Weizsäcker zmarł na skutek udaru w roku 1951.